# Ludwigshafen (Rhein) Hauptbahnhof
Ludwigshafen (Rhein) Hbf ist ein kombinierter Keil- und Turmbahnhof in Ludwigshafen am Rhein. Der Bahnhof ist ein Knotenpunkt an den Strecken von Mainz und Neustadt an der Weinstraße nach Mannheim. Der am 1. Juni 1969 eröffnete Bahnhof ersetzte den 1847 in der heutigen Ludwigshafener Innenstadt entstandenen Kopfbahnhof.

## Geschichte

### Kopfbahnhof

#### Bis 1953
Der erste Bahnhof Ludwigshafens war die Endstation Rheinschanze, der am 11. Juni 1847 bis Neustadt eröffneten Pfälzischen Ludwigsbahn. Die Bezeichnung des Bahnhofs war anfangs schlicht „Ludwigshafen a. Rhein“. Der Bahnhof befand sich unmittelbar neben dem 1845 entstandenen Winterhafen, wodurch ein direkter Umschlag zur Rheinschifffahrt möglich war. Bereits zum Zeitpunkt seiner Eröffnung beherbergte er Wartungsanlagen, aus denen sich später ein Bahnbetriebswerk entwickelte. Als Empfangsgebäude wurde südlich der Gleisanlagen ein zweigeschossiger Bau mit Uhrentürmchen und eingeschossigen Seitenflügeln errichtet. Mit der Eröffnung der Strecken nach Worms (15. Juni 1853) und über die Rheinbrücke nach Mannheim (25. Februar 1867) wurden beidseits des ursprünglichen Bahnhofs dreigeschossige Flügelbauten mit wesentlich höherem Bauvolumen ergänzt. Dem so entstandenen Gebäudeensemble des Kopfbahnhofs wird eine „fatale Disharmonie“ zugeschrieben, die sich abgemildert haben soll, als 1910 zweigeschossige Zwischenbauten mit vorgesetzten Arkaden errichtet wurden.
Die frühe Anbindung Ludwigshafens an das Eisenbahnnetz förderte die schnelle Entwicklung Ludwigshafens maßgeblich, führte jedoch zu erheblichen städtebaulichen Problemen, da der Kopfbahnhof die heutigen Stadtteile Nord und Mitte trennte. Die anfänglich einzige Verbindung war die verlängerte Ludwigsstraße, auf der der Verkehr durch den Bahnübergang der Anschlussbahn zum BASF-Werk behindert wurde. Durch einen Prozess gegen die Pfälzischen Eisenbahnen erzwang die Stadt den Bau einer als Viadukt bezeichneten Straßenbrücke, die die Bahnanlagen westlich der Bahnsteige in der Verbindung der Max- und der Hartmannstraße querte. Dabei waren die Zufahrtsrampen parallel zu den Gleisen angelegt. Die 1890 eröffnete Brücke diente auch der Pferdebahn und ab 1902 den Straßenbahnstrecken in den Hemshof und nach Friesenheim. Trotz Umbauten blieb die Brücke bis zu ihrem Abriss im Jahr 1974 ein Verkehrsengpass.
Mehrfach wurde der Personenbahnhof erweitert: 1885, 1893 und 1910. Zugleich entstand ein Rangierbahnhof längs der Strecke nach Neustadt, der eigene Verbindungskurven zu den Strecken nach Mannheim und Worms erhielt. 1910 wurde die Bezeichnung des Bahnhofs in „Ludwigshafen a. Rhein Hauptbahnhof“ geändert.
Schon vor dem Zweiten Weltkrieg war geplant, den Kopfbahnhof durch einen Durchgangsbahnhof zu ersetzen. Im Hinblick darauf wurde in die Anlage kaum noch investiert. Als dann der Krieg das Projekt zunächst scheitern ließ, kamen die Luftangriffe auch auf die Ludwigshafener Bahnanlagen hinzu, die teilweise zerstört wurden. Der Gesamtschaden wurde 1953 auf 20 Millionen DM beziffert.
Die französische Besatzungsmacht ordnete nach dem Zweiten Weltkrieg alle Bahnanlagen im nördlichen Teil ihrer Besatzungszone der Eisenbahndirektion Mainz zu, so auch die in Ludwigshafen.

#### Ab 1954
Der Wiederaufbau des Ludwigshafener Bahnhofs setzte angesichts der wirtschaftlichen Notlage auf die noch vorhandene Eisenbahninfrastruktur, das Projekt eines neuen Durchgangsbahnhofs wurde zunächst nicht mehr verfolgt. Vielmehr wurde ein neues Empfangsgebäude an der alten Stelle errichtet. Dazu wurden die beiden Verwaltungsgebäude, die nördlich und südlich des Empfangsgebäudes gestanden hatten, in vereinfachter Form wieder aufgebaut und mit einem modernen, in den Formen der Nachkriegsarchitektur gehaltenen Flügel verbunden. Die Empfangshalle wurde dabei gegenüber dem Vorgänger von 280 m² auf 600 m² mehr als verdoppelt. Drei Ladenlokale und eine zeittypische Milchbar wurden eingebaut. Die Bahnhofsgaststätte nahm 400 m² ein und war auf fünf Räume verteilt. Trotz dieser großzügigen Anlagen wurde der umbaute Raum von 49.000 Kubikmetern auf 36.000 Kubikmeter vermindert und so etwa um 25 % reduziert. Dieses neue Empfangsgebäude konnte 1954 in Betrieb gehen.

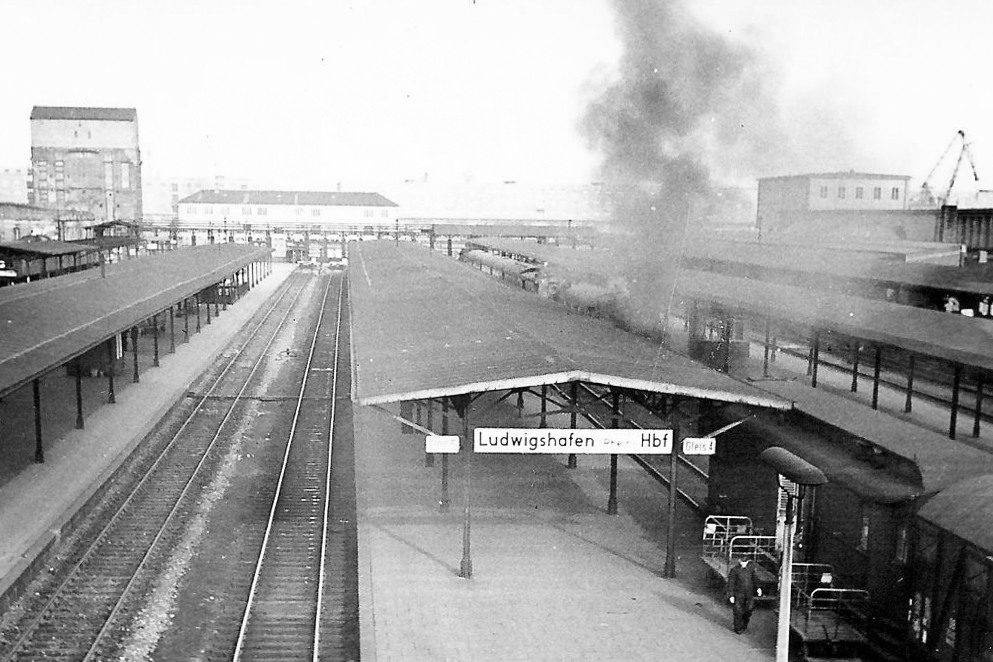
Bahnsteige des Kopfbahnhofs im Februar 1958

In den 1960er Jahren waren im Kopfbahnhof elf rechtwinklig zum Rhein verlaufende Bahnsteiggleise vorhanden. Aus der Strecke von Neustadt zweigte ein Gleis zum BASF-Südtor ab, auf dem Züge für Pendler aus der Pfalz verkehrten, die nicht im Kopfbahnhof hielten. Nördlich des Kopfbahnhofs bestand ein Bahnbetriebswagenwerk mit Waschanlagen, Werkstätten und Abstellgleisen für Reisezüge. Noch weiter nördlich war die Ortsgüteranlage, bestehend aus Güterschuppen, Freiladegleisen, Laderampen und einer Umsetzanlage für Straßenroller, angesiedelt. Von der Ortsgüteranlage, deren Gleise parallel zum Rhein verliefen, führten Gleisverbindungen zum Werksgelände der BASF, zur Hafenbahn des örtlichen Hafens und zu diversen Gleisanschlüssen.
Der Rangierbahnhof erstreckte sich bis zum Bahnhof Ludwigshafen-Mundenheim; zwei Ablaufberge trennten die gemeinsame Ein- und Ausfahrgruppe im Süden von der Richtungsgruppe im Norden. Anfang der 1950er Jahre wurden im Rangierbahnhof täglich 900 bis 1000 Tonnen Stückgut umgeladen; der Bahnhof war Ausgangspunkt von Ferngüterzügen, die dem Versand der Erzeugnisse der Ludwigshafener Industrie sowie von Obst, Gemüse und Frühkartoffeln aus der Vorderpfalz dienten. Im Rangierbahnhof war das Betriebswerk angeordnet; es verfügte über zwei Ringlokschuppen und vier Drehscheiben. Für die Befüllung der Dampflokomotiven mit Kesselspeisewasser stand eine eigene Wasserversorgung zur Verfügung, die das Wasser dem Rhein entnahm. Westlich der Verbindungskurve Rheinbrücke–Kopfbahnhof befanden sich zwei Hallen für Bahnbusse und ein Ausbesserungswerk für Güterwagen, das zum 30. April 1955 stillgelegt wurde. Die Zufahrt zum Ausbesserungswerk erfolgte vom Rangierbahnhof.

### Durchgangsbahnhof

#### Planungen

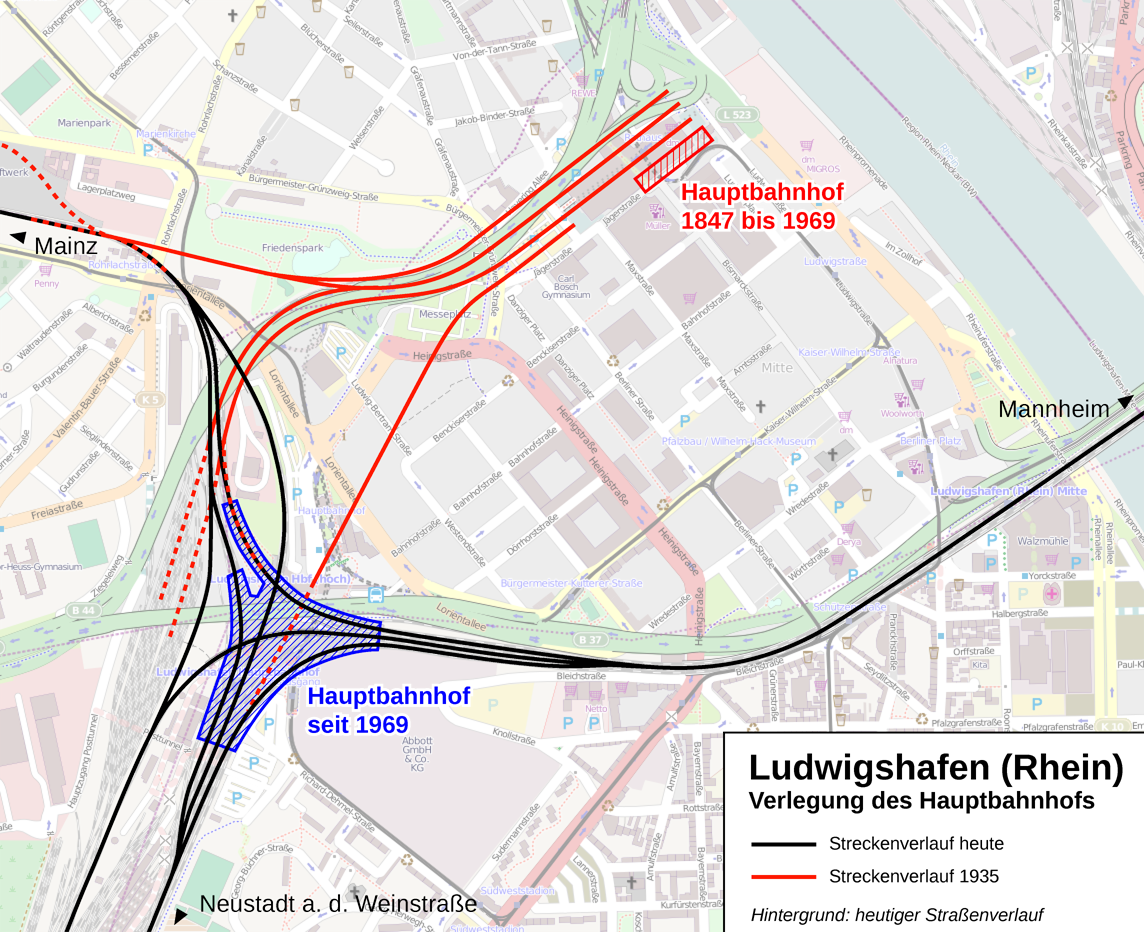
Alter und neuer Standort des Ludwigshafener Hauptbahnhofs

Seit der Eröffnung der Verbindung nach Mannheim 1867 erwies sich der Ludwigshafener Kopfbahnhof als zunehmend betriebshemmend. Die vollständige Verlegung des Hauptbahnhofs wurde erstmals 1910 in einer Denkschrift der Stadt an die bayerische Regierung angesprochen. Die 1936 untersuchte Höherlegung des Bahnhofs an seiner bisherigen Stelle erwies sich als zu teuer im Verhältnis zum erzielbaren Nutzen. Eine weitere 1939 in Zusammenarbeit mit dem Stuttgarter Verkehrswissenschaftler Carl Pirath entstandene Denkschrift befasste sich mit der Neuplanung der gesamten Ludwigshafener Bahnanlagen. Hierzu wurde bis 1943 ein detaillierter Entwurf ausgearbeitet, dessen Verwirklichung infolge des Zweiten Weltkrieges unterblieb. Der Durchgangsbahnhof ist das einzige realisierte Teilprojekt des Programmes „1943 B3“, das vor dem Zweiten Weltkrieg entwickelt worden war und einen weitreichenden Umbau der Bahnanlagen im Großraum Mannheim/Ludwigshafen vorsah.
Ein zwischen 1949 und 1953 entstandener weiterer Entwurf sah einen weniger aufwändigen Umbau der Bahnanlagen vor; dabei sollte der Durchgangsbahnhof am Südrand der Ludwigshafener Innenstadt entstehen. Dieser Entwurf wurde von der Stadtverwaltung abgelehnt, da ein Verbindungsgleis zur BASF im Bereich des bisherigen Hauptbahnhofs erhalten bleiben sollte.
Im Mai 1959 ging eine direkte Verbindungskurve zwischen den Strecken von Mainz und Mannheim für schnellfahrende Fernreisezüge und Güterzüge in Betrieb. Zuvor mussten alle Züge dieser Relation entweder im Kopfbahnhof oder im Rangierbahnhof die Fahrrichtung wechseln. Der Bau der Verbindungskurve, deren Planung 1955 startete, kostete 16 Millionen DM.
1958 erhielt die Bundesbahn Kenntnis von Planungen der Stadt Ludwigshafen für eine zweite Rheinbrücke, der heutigen Kurt-Schumacher-Brücke. Die Planungen im Zuge des Projektes Visitenkarte sahen die Überbauung des Hauptbahnhofs mit einem Verkehrskreisel und einer Zufahrtsrampe zur Brücke vor. Dies stieß auf Vorbehalte der Bahn, da die Überbauung die Sicht von den Stellwerken auf die Gleisanlagen behindere und spätere Umbauten des Bahnhofs erschwere. Die Bahn schlug der Stadt vor, die Verlegung des Hauptbahnhofs an die 1959 eröffnete Verbindungskurve zu untersuchen, die dabei weitestgehend erhalten bleiben sollte. Stadt und Bahn schlossen am 14. Februar 1962 eine Vereinbarung, die die rechtliche Grundlage für das Bauvorhaben „Verlegung der Eisenbahnanlagen“ bildete.

#### Bau

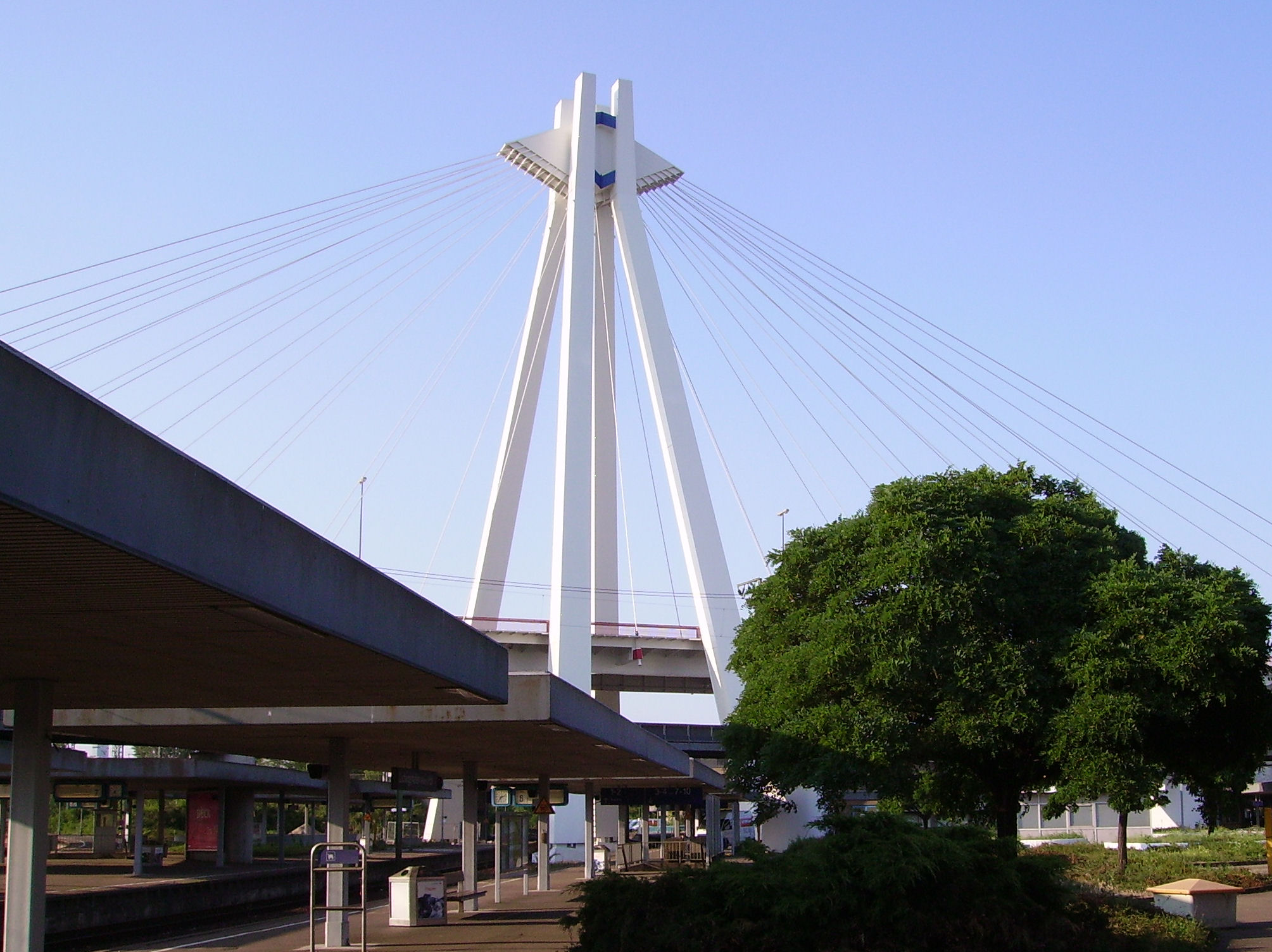
Pylon der Schrägseilbrücke von der unteren Bahnsteigebene gesehen.

Der neue Personenbahnhof wurde in Dreiecksform in zwei Ebenen angelegt. In der oberen Ebene befinden sich zwei Bahnsteiggleise sowie zwei dazwischenliegende Durchfahrtsgleise der Relation Mannheim–Worms–Mainz; diese Ebene entstand aus der 1959 eröffneten Verbindungskurve. Ebenerdig sind acht Bahnsteiggleise in einer weiträumigen Keilform vorhanden. Hiervon dienen die östlichen Gleise der Verbindung von Mannheim nach Neustadt, die westlichen den Zügen zwischen Neustadt und Mainz sowie den Pendlerzügen aus der Pfalz zur BASF. Zwei weitere Ebenen sind anderen Verkehrsbelangen vorbehalten: In 14 Metern Höhe überspannt eine Schrägseilbrücke den Bahnhof, deren Pylon in der unteren Bahnsteigebene gründet. Die Brücke ist Teil der Hochstraße Süd, mit der die Bundesstraße 37 Ludwigshafen durchquert und sich nach Westen in der Bundesautobahn 650 nach Bad Dürkheim fortsetzt. In einer vierten Ebene wurde ein Straßenbahntunnel sowie eine Unterführung für Fußgänger und Radfahrer angelegt.

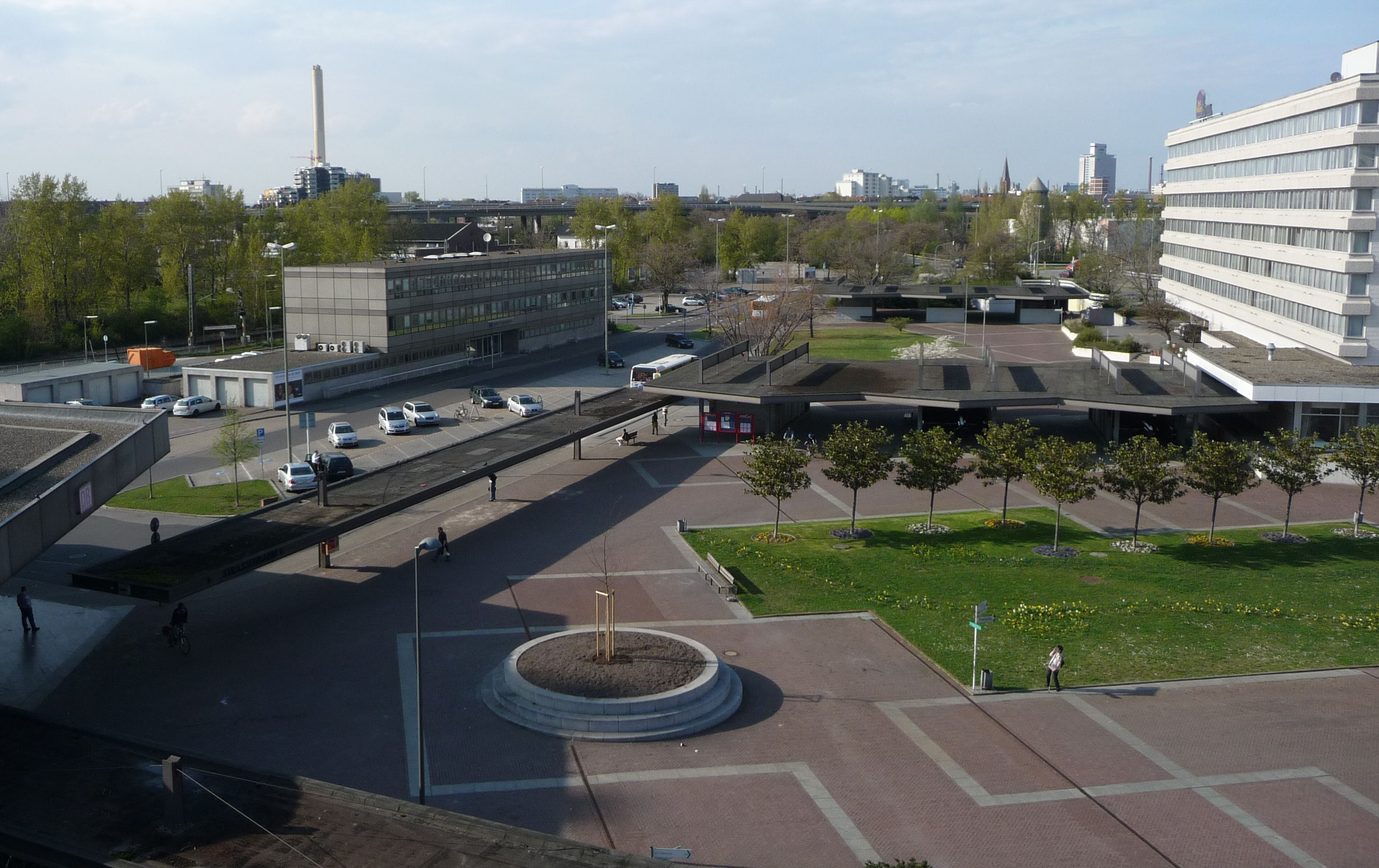
Bahnhofsvorplatz im April 2009, die Überdachungen führen zur Straßenbahnhaltestelle im Tunnel

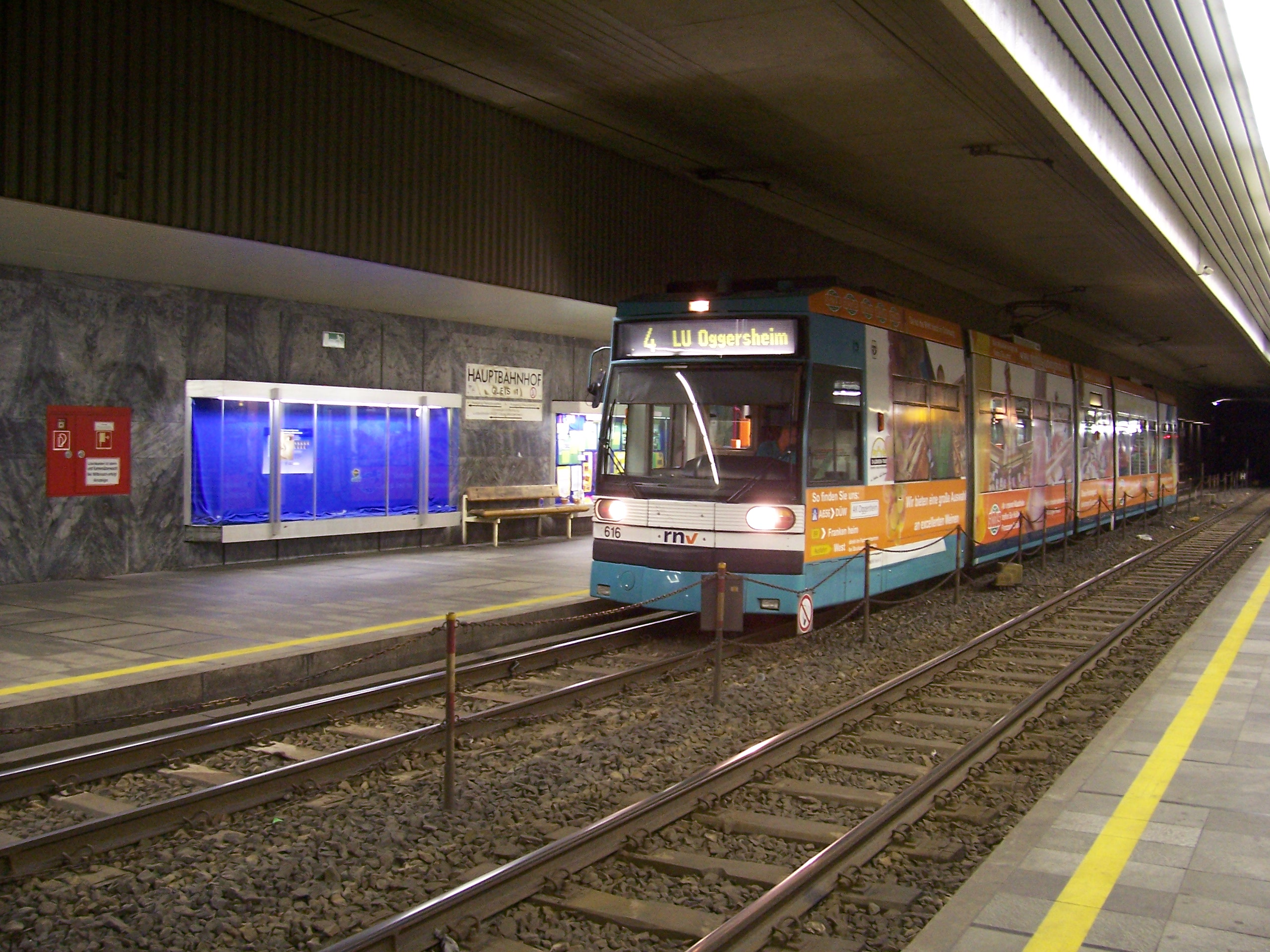
Unterirdische Straßenbahnhaltestelle

Das Empfangsgebäude liegt zum Teil unterhalb der Hochbahnsteige. Es blieb eingeschossig, um „gestalterisch unangenehme Überschneidungen der Umrisse von Empfangsgebäude und Hochstraße“ zu vermeiden. Das Dach der Eingangshalle schiebt sich über den nordöstlich gelegenen Bahnhofsvorplatz. Der Vorplatz ist dreigeteilt. Im westlichen Teil sind Taxistände und Parkplätze angeordnet; im Osten befindet sich unter der Hochstraße der Busbahnhof. Unter dem mittleren, den Fußgängern vorbehaltenen Teil entstand ein viergleisiger Tunnelbahnhof der Straßenbahn, der auch von den Zügen nach Bad Dürkheim (damals als eigenständige Rhein-Haardtbahn verkehrend) genutzt wird. In der 1962 geschlossenen Vereinbarung hatte sich die Stadt Ludwigshafen verpflichtet, den neuen Hauptbahnhof so an das Straßen- und Straßenbahnnetz anzuschließen, dass er von allen Stadtteilen gut zu erreichen war. Im Vorgriff auf die geplante Herausnahme der Straßenbahn aus allen innerstädtischen Straßen wurde die unterirdische Straßenbahnhaltestelle erbaut.
Wesentliche Voraussetzung für die Umgestaltung der Ludwigshafener Bahnanlagen war die Verkleinerung des Rangierbahnhofs, der alle überörtlichen Aufgaben verlor. Sie wurden ebenso wie die Umladung von Stückgut nach Mannheim verlagert. Für die Verbindung vom Rangierbahnhof nach Mannheim entstand eine 250 Meter lange Stahlbrücke, die die untere Bahnsteigebene überquert. Das Bahnbetriebswerk wurde nach dem Übergang von der Dampf- zur Dieseltraktion ebenfalls verkleinert; die Ringlokschuppen wurden abgerissen, stattdessen wurde eine kleine Rechteckhalle mit vier Untersuchungsständen errichtet. Südlich der unteren Bahnsteige wurde eine Abstellgruppe für in Ludwigshafen endende Reisezüge angelegt. Sie umfasste 14 Gleise mit einer Gesamtlänge von vier Kilometern und eine Waschanlage. Weitere Einrichtungen der Bahn, darunter mehrere Bahnmeistereien, wurde in einem als „Dienststelleninsel“ bezeichneten Gelände zwischen Personen- und Rangierbahnhof zusammengefasst. Das 1969 in Betrieb genommene Spurplan-Drucktasten-Stellwerk Luf vom Typ S60 ersetzte die zuvor 20 Stellwerke, es bediente circa 240 Weichen und Gleissperren, 120 Haupt- und Vorsignale sowie 230 Rangiersignale. Die Gleisfreimeldung erfolgt über 100-Hz-Gleisstromkreise. Vom Stellwerk Luf aus wird auch die Abzweigstelle Rotes Kreuz gestellt.
Die Umgestaltung der Ludwigshafener Bahnanlagen begann 1962. Erste Gleise für den öffentlichen Verkehr wurden in der Baustelle 1964 in Betrieb genommen, als erster Teilabschnitt im Frühjahr 1966 die neue Ortsgüteranlage nordwestlich des Personenbahnhofs fertiggestellt. Die Inbetriebnahme des Hauptbahnhofs erfolgte zum Beginn des Sommerfahrplans am 1. Juni 1969. Hierbei waren zahlreiche provisorische Gleisverlegungen erforderlich; beispielsweise waren die Zulaufstrecken von Mannheim und Neustadt zum alten Kopfbahnhof ab März 1969 nur noch eingleisig betrieben worden. Die restlichen Arbeiten, insbesondere der Abriss des Kopfbahnhofs, zogen sich bis 1971 hin. Als einziges Gleis in diesem Bereich verblieb die Zufahrt zum BASF-Werksgelände; dieses Gleis wurde in einen 600 Meter langen Tunnel verlegt.
Bei Baubeginn 1962 war von Gesamtkosten von 90 Millionen DM für die Umgestaltung der Bahnanlagen ausgegangen worden. Gemäß der Vereinbarung zwischen Stadt und Bahn trug die Bahn zwei Drittel und die Stadt ein Drittel dieser Kosten. Bis 1969 hatten sich Kostensteigerungen von 25 bis 30 % ergeben, die überwiegend auf Preissteigerungen zurückgeführt wurden. Die Mehrkosten wurden weitgehend vom Bund und vom Land Rheinland-Pfalz übernommen. Für das Gesamtprojekt einschließlich der Baumaßnahmen im Umfeld des neuen Bahnhofs werden Aufwendungen von 300 Millionen DM genannt.

#### Eröffnung und weiterer Betrieb

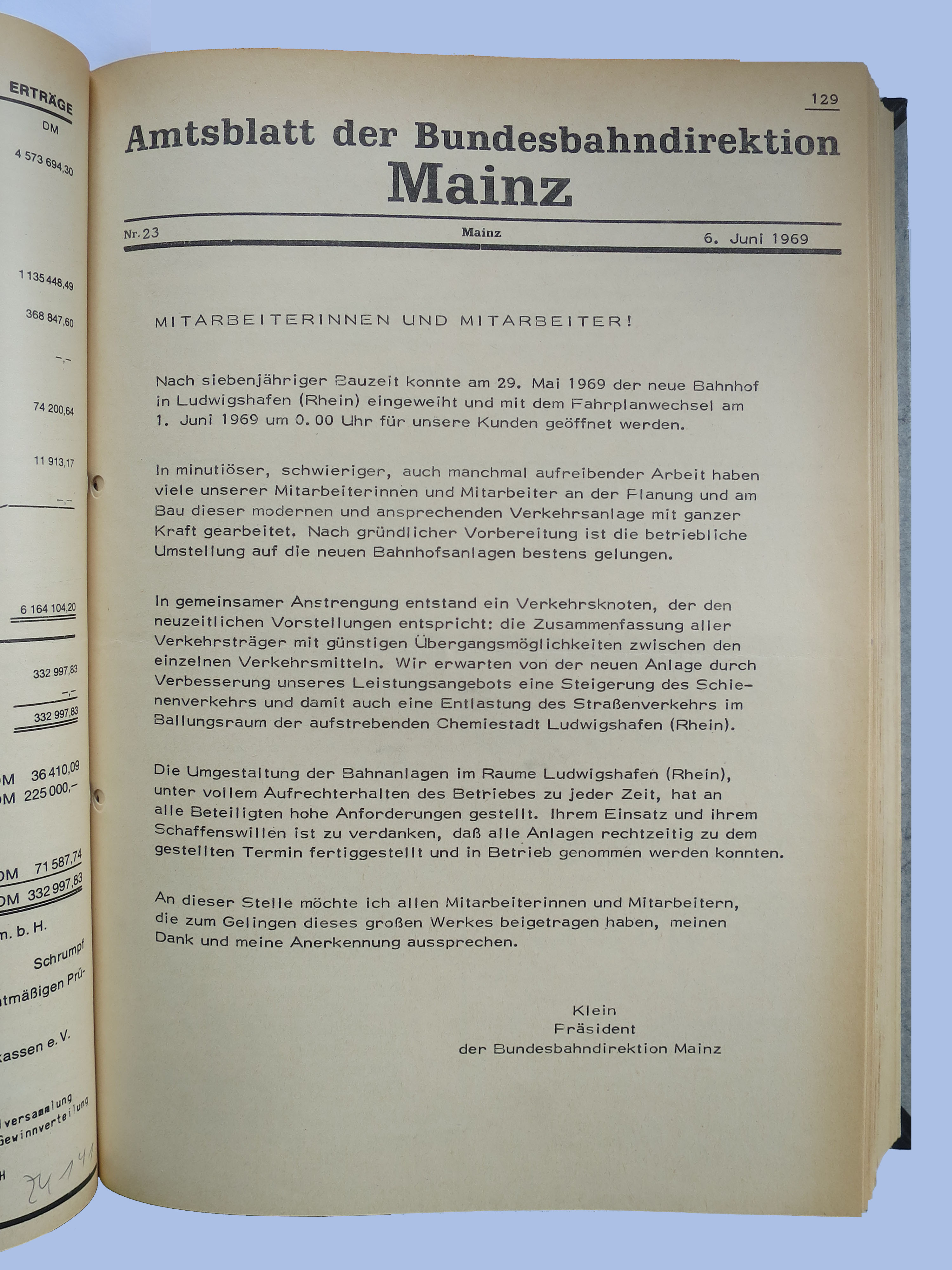
Bekanntgabe der Eröffnung des Bahnhofs im Amtsblatt der zuständigen Bundesbahndirektion Mainz

Die Inbetriebnahme der neuen Anlage erfolgte in mehreren Schritten. Zum 25. November 1968 nahm das neue Fahrdienstleiterstellwerk „Luf“ seinen Betrieb auf. Bei der Eröffnung mit Inkrafttreten des Sommerfahrplans 1969, am 29. Mai, bezeichnete die Deutsche Bundesbahn den neuen Bahnhof als „eines ihrer interessantesten und attraktivsten Bauwerke“. Er galt als modernster Bahnhof Europas und als Beweis für den „Fortschrittswillen der Deutschen Bundesbahn“. Laut Frankfurter Allgemeine Zeitung eröffneten sich der Stadt Ludwigshafen durch die Aufhebung des Kopfbahnhofs „städtebauliche Möglichkeiten, die sie nicht einmal nach den Zerstörungen des Krieges hatte.“ Von der DB wurde 1969 darauf hingewiesen, dass der Vorteil des alten Kopfbahnhofs – die Reisenden befanden sich unmittelbar im Stadtkern – „nur dann wieder annähernd erreicht werden [kann], wenn die städtebauliche Gestaltung des Bahnhofsvorplatzes und seiner Zufahrtsstraßen schnell vorangetrieben wird.“ Der Ludwigshafener Einzelhandel hatte bereits vor der Eröffnung befürchtet, dass der Umzug des Bahnhofs zu einer Verödung des Geschäftszentrums führen werde. Ludwigshafens Stadt-Oberbaudirektor Georg Ziegler sprach von einer „nicht gerade als günstig“ anzusehenden Lage des neuen Bahnhofs, die sich aus den vorhandenen Bahnanlagen ergeben habe und „mit allen verfügbaren Mitteln zu verbessern“ sei.
Bei der Fahrplangestaltung führte die Verlegung des Bahnhofs zu keinen großen Veränderungen: Fern- und TEE-Züge, die bislang nur in Mannheim gehalten hatten, fuhren weiterhin ohne Halt durch Ludwigshafen. Um den Nachteil der Randlage des neuen Bahnhofs auszugleichen, wurde ein Übergangstarif zwischen der Bundesbahn und den städtischen Verkehrsbetrieben vereinbart.
1971 wurde der Stellbereich des Zentralstellwerks „Luf“ auf den Bahnhofsteil und ehemaligen Bahnhof Rheingönheim ausgedehnt. Mit der schrittweisen Auflösung der Bundesbahndirektion Mainz in den Jahren 1971/72 fiel die Zuständigkeit für den Bahnhof zum 1. Juni 1971 an die Bundesbahndirektion Karlsruhe.
Das Empfangsgebäude des alten Bahnhofs wurde 1972 abgerissen. Auf dem freigeräumten Bahngelände entstand eine zweite Hochstraße nach Mannheim; sie führt die Bundesstraße 44 über den Nordkopf des neuen Hauptbahnhofs zur Kurt-Schumacher-Brücke. Im September 1976 wurde die hier verlaufende Straßenbahnstrecke in einen Tunnel verlegt. 1979 eröffnete am Standort des ehemaligen Kopfbahnhofs das Rathaus-Center, ein Hochhaus bestehend aus einem Einkaufszentrum und dem Rathaus der Stadt. Der westliche Teil des ehemaligen Bahngeländes war 2008 noch im Wesentlichen Brachland.

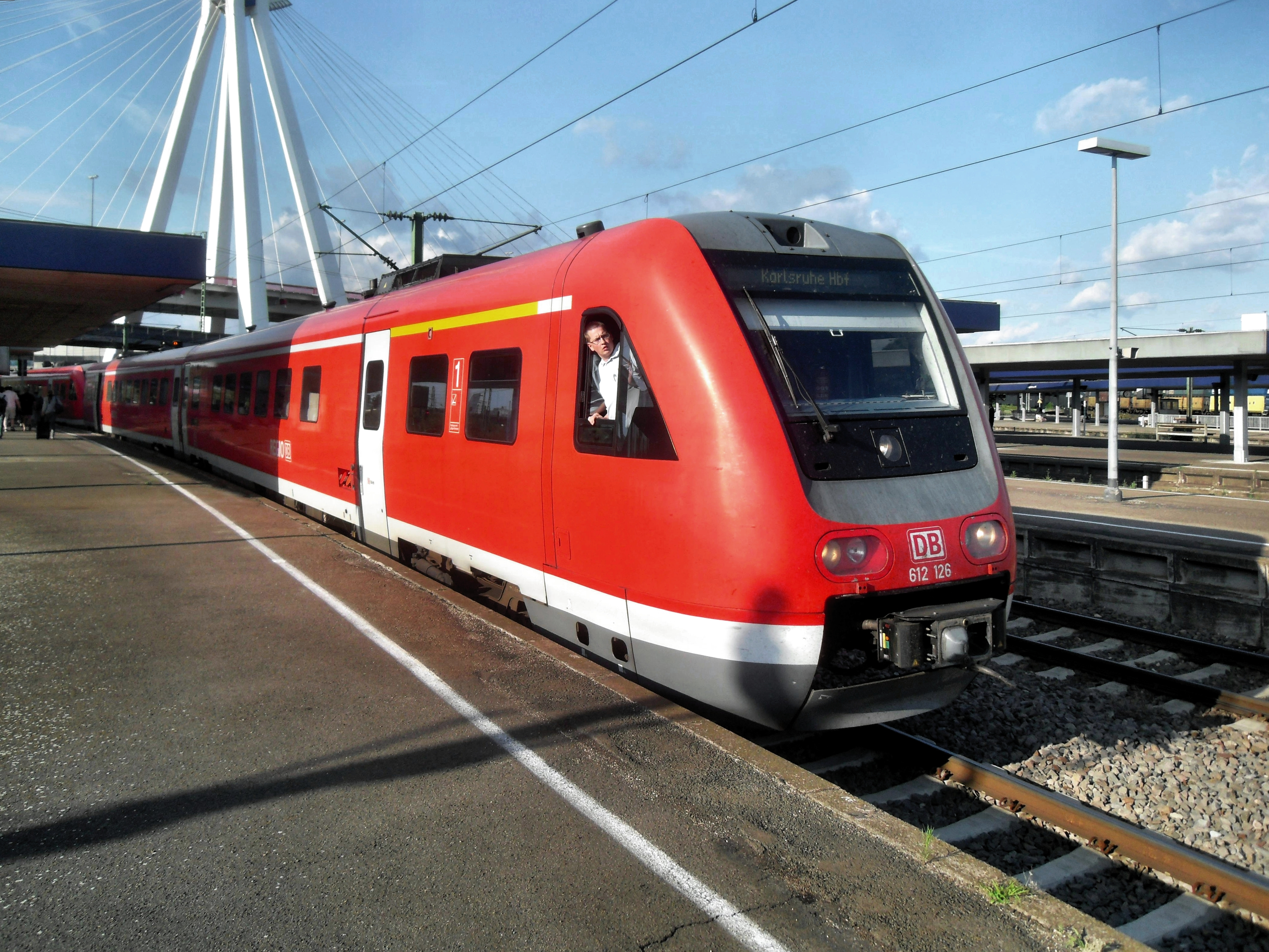
Regional-Express mit der Baureihe 612 im Ludwigshafener Hauptbahnhof auf dem Weg nach Karlsruhe

Im August 1984 wandte sich Oberbürgermeister Werner Ludwig an den Präsidenten der Bundesbahndirektion Karlsruhe:
„Massive Klagen und Beschwerden aufgebrachter Bürger veranlassten mich, vor kurzem den Ludwigshafener Hauptbahnhof nochmals persönlich in Augenschein zu nehmen. Ich muss Ihnen sagen, dass es für mich ein negatives Erlebnis ganz besonderer Art war. Ein Projekt, in das die Stadt Ludwigshafen rund 190 Millionen DM investiert hatte, präsentierte sich in einem Zustand, der nur mit den Attributen ungepflegt, unsauber, ungastlich und unattraktiv zu umschreiben ist. Ich will nicht sagen, dass er ein Schandfleck der Stadt ist, aber ein Aushängeschild ist er auf keinen Fall.“
Zum Sommerfahrplan 2000 wurde mit der Abschaffung der Zuggattung die Bedienung durch 16 Interregios in Ludwigshafen gestrichen. Der Ludwigshafener Stadtplaner Lars Piske befand 2002, der Hauptbahnhof der Stadt versinke in Nutzlosigkeit. Piske verwies auf eine Veröffentlichung des Heidelberger Umwelt- und Prognose-Instituts UPI, in der die Bahnhofsverlegung für die Abwanderung von Kaufkraft aus der Ludwigshafener in die Mannheimer Innenstadt mit verantwortlich gemacht wird. Einer Publikation des Verkehrsverbundes Rhein-Neckar zufolge konnte der Bahnhof nie die von der Stadt in ihn gesetzten Erwartungen erfüllen, bei den Reisenden sei er wegen seiner langen Wege und ungünstigen Aufenthaltsmöglichkeiten gefürchtet. Laut der Fachzeitschrift Stadtverkehr benötige Ludwigshafen faktisch keinen Hauptbahnhof, da es in Mannheim einen florierenden Hauptbahnhof gebe. Dies habe sich aber nicht mit dem Selbstverständnis der Stadt Ludwigshafen vereinbaren lassen, so Thomas Naumann im Stadtverkehr. Für Martin Schack war das Empfangsgebäude des neuen Bahnhofs „nicht mehr als eine Fußgängerunterführung mit angrenzenden Läden, Fahrkartenschaltern und einigen wenigen Diensträumen“. Mit der Überbrückung des Bahnhofs durch die Hochstraße hätten „Straßenbau- und Eisenbahningenieure ein nicht mehr zu übertreffendes Sinnbild für die Verkehrsentwicklung der 1960er- und 1970er-Jahre geschaffen: Die Kfz-Lawine überrollt den Schienenverkehr und mit auf Strecke bleibt die Architektur“, so Schack 2008. 1973 war das Empfangsgebäude in einem Fachbuch der Deutschen Bauzeitschrift als Beispiel für zeitgemäße Bahnhofsarchitektur vorgestellt worden. Dabei wurde die „sorgfältige Behandlung der Details“ und das „Zusammenspiel aller Komponenten einer einmaligen Verkehrssituation“ hervorgehoben.
Im Dezember 2003 ging die S-Bahn RheinNeckar in Betrieb. Für die Wartung der S-Bahnzüge wurde im Hauptbahnhof für rund 16 Millionen Euro eine Werkstatt erbaut. Die Strecke über die Rheinbrücke nach Mannheim wurde viergleisig ausgebaut; dabei entstand der neue Bahnhof Ludwigshafen (Rhein) Mitte. Bereits 1973 hatte die Bundesbahn ein Konzept für den Nahverkehr im Rhein-Neckar-Raum vorgelegt, das den Bau dieses Bahnhofs enthielt, um die Stadt günstiger für die Bahn zu erschließen. Mit der Eröffnung des Bahnhofs in Mitte wurde der Fahrkarten- und Informationsschalter im Hauptbahnhof geschlossen und in die Walzmühle beim Bahnhof Mitte verlegt. Manche Regional-Express-Züge halten nur in Ludwigshafen-Mitte, nicht jedoch am Hauptbahnhof. Dasselbe ist beim Ausflugszug „Bundenthaler“ der Fall, der früher im Ludwigshafener Hauptbahnhof seinen Ausgangspunkt nahm.
Im Dezember 2008 legte die Rhein-Neckar-Verkehr GmbH zwei der vier zum Hauptbahnhof führenden Straßenbahnstrecken still. Als Grund wurden die hohen Unterhaltungskosten für die Straßenbahntunnel genannt. Die hier zuletzt nur in der Hauptverkehrszeit betriebene Straßenbahnlinie war von täglich 1000 Fahrgästen genutzt worden. Dabei wird die Strecke zum Südweststadion bei Betriebsstörungen noch als Umleitungsstrecke genutzt.
Der Bereich des früheren Eilgutbahnhofs an der Deutschen Straße wurde Ende 2011 von Bahnbetriebszwecken freigestellt.

#### Ausblick
Ein im August 2021 veröffentlichter Entwurf für die Infrastrukturliste zum 3. Gutachterentwurf des Deutschlandtakts enthält als geplante Ausbaumaßnahmen im Bahnhof eine zusätzliche Weichenverbindung und die Herstellung von Zweigleisigkeit an zwei Stellen. Dafür sind, zum Preisstand von 2015, Kosten von 36 Millionen Euro geplant.

## Personenverkehr
Seit mindestens dem Fahrplanjahr 2021  hält mit dem EC 217 Richtung Graz täglich morgens ein Fernverkehrszug der Linie 62 im Ludwigshafener Hauptbahnhof. Im Nahverkehr wird der Bahnhof von mehreren Regional-Express-Linien sowie den Linien S1 bis S4 und S6 der S-Bahn Rhein-Neckar bedient.

### Bedienung im Fernverkehr
| Linie                    | Zuglauf | Leistungen      |
| ------------------------ | --- | --------------- |
| EC 62                    | Saarbrücken – Kaiserslautern – Ludwigshafen – Mannheim – Stuttgart – Ulm – Augsburg – München – Salzburg – Bischofshofen – Schladming – Selzthal – Graz | ein Zug täglich |
| Stand: 10. Dezember 2023 | |                 |

### Bedienung im Regionalverkehr
| Linie                    | Linienweg | KBS        | Betreiber      | Takt                                                                |
| ------------------------ | --- | ---------- | -------------- | ------------------------------------------------------------------- |
| S 1                      | Homburg – Kaiserslautern – Neustadt – Schifferstadt – Ludwigshafen – Mannheim – Heidelberg – Eberbach – Mosbach – Osterburken | 670        | DB Regio Mitte | 060 min                                                             |
| S 2                      | Kaiserslautern – Neustadt – Schifferstadt – Ludwigshafen – Mannheim – Heidelberg – Eberbach – Mosbach                         | 670        | DB Regio Mitte | 060 min                                                             |
| S 3                      | Germersheim – Speyer – Schifferstadt – Ludwigshafen – Mannheim – Heidelberg – Bruchsal – Karlsruhe                            | 670        | DB Regio Mitte | 030/60 min                                                          |
| S 4                      | Germersheim – Speyer – Schifferstadt – Ludwigshafen – Mannheim – Heidelberg – Bruchsal                                        | 670        | DB Regio Mitte | 060 min                                                             |
| S 4                      | Ludwigshafen BASF – Ludwigshafen (– Schifferstadt – Kaiserslautern / – Germersheim – Wörth)                                   | 670, 670.1 | DB Regio Mitte | 060 min (einzelne Züge (HVZ))                                       |
| S 6                      | Mainz – Oppenheim – Worms – Frankenthal – Ludwigshafen – Mannheim (– Weinheim – Bensheim)                                     | 660        | DB Regio Mitte | 030 min                                                             |
| RE 1                     | Koblenz – Trier – Saarbrücken – Homburg – Kaiserslautern – Neustadt – Ludwigshafen – Mannheim                                 | 670        | DB Regio Mitte | jede Stunde abwechselnd von Ludwigshafen Mitte und Ludwigshafen Hbf |
| RE 4                     | Frankfurt – Hochheim – Mainz – Worms – Frankenthal – Ludwigshafen – Speyer – Karlsruhe                                        | 660        | DB Regio Mitte | 120 min                                                             |
| RE 14                    | Frankfurt – Hochheim – Mainz – Worms – Frankenthal – Ludwigshafen – Mannheim                                                  | 660        | DB Regio Mitte | einzelne Züge                                                       |
| Stand: 10. Dezember 2023 | |            |                |                                                                     |

### Bedienung durch Bus- und Straßenbahnlinien
| Linie | Linienweg | Betreiber                 | Takt             |
| ----- | --- | ------------------------- | ---------------- |
| 4/4A  | (Bad Dürkheim –) LU Oggersheim – LU Hauptbahnhof – LU Berliner Platz – Mannheim Hbf – Mannheim-Innenstadt – Mannheim-Gartenstadt | Rhein-Neckar-Verkehr GmbH | 10 min           |
| 9     | Bad Dürkheim – LU Oggersheim – LU Hauptbahnhof – LU Berliner Platz – Mannheim Hbf – MA Neuostheim (– Heidelberg) (Expresszug)    | Rhein-Neckar-Verkehr GmbH | 20 min           |
| 10    | LU Friesenheim Mitte – LU Klinikum – LU Hauptbahnhof – LU Berliner Platz – Luitpoldhafen                                         | Rhein-Neckar-Verkehr GmbH | 15 min           |
| 70    | Hauptbahnhof Vorplatz – Friesenheim – Oggersheim                                                                                 | Rhein-Neckar-Verkehr GmbH | 20 min           |
| 74    | Rathaus – Hauptbahnhof Vorplatz – Niederfeld – Gartenstadt – Mundenheim – Berliner Platz                                         | Rhein-Neckar-Verkehr GmbH | 20 min           |
| 75    | Berliner Platz – Hauptbahnhof Vorplatz – Gartenstadt – Rheingönheim                                                              | Rhein-Neckar-Verkehr GmbH | 20 min           |
| 78    | BASF – Hauptbahnhof Vorplatz – Gartenstadt – Maudach                                                                             | Rhein-Neckar-Verkehr GmbH | 20 min (nur HVZ) |
| 90    | Berliner Platz – Hauptbahnhof Vorplatz/Lorientalallee – Friesenheim – Oggersheim – Notwende-Melm                                 | Rhein-Neckar-Verkehr GmbH | Nachtbus         |
| 1075  | Berliner Platz – Hauptbahnhof Vorplatz – Hochschule                                                                              | Rhein-Neckar-Verkehr GmbH | Ruftaxi nachts   |